# Dom Chalifa

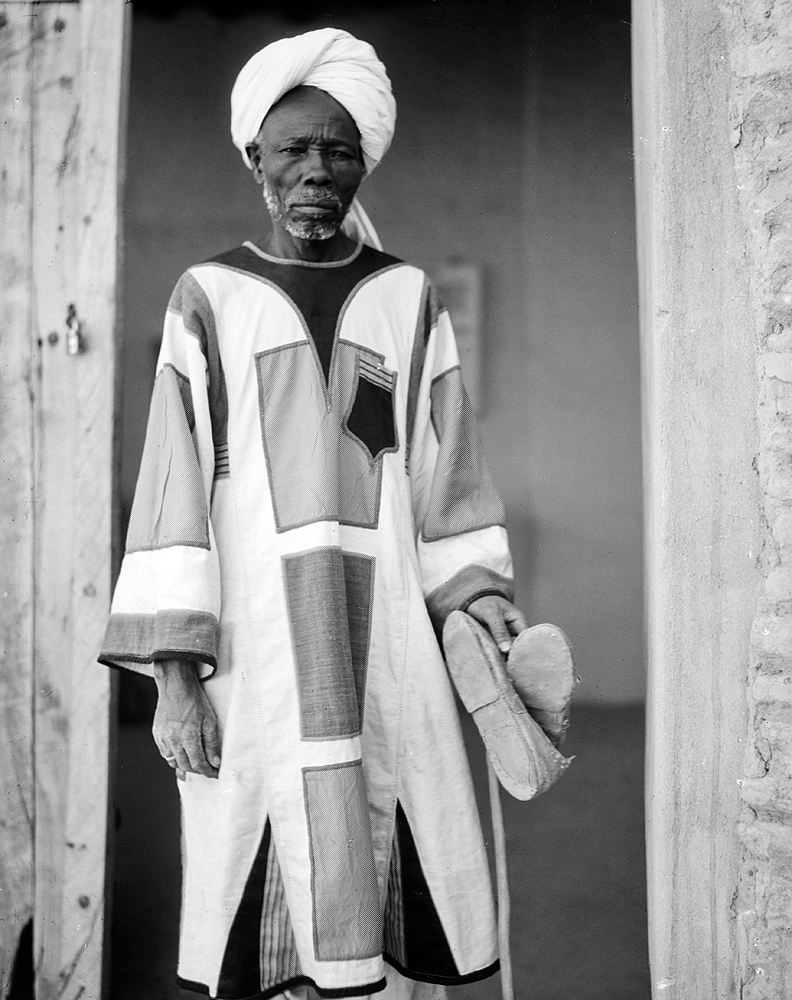
Portret fotograficzny mahdysty wykonany w Domu Chalifa w latach 30. XX wieku

Dom Chalifa (czasem błędnie nazywany Domem Kalifa; ang. Khalifa's House) – gliniana piętrowa rezydencja Abdullaha ibn Sajjda Muhammada Chalify, następcy Mahdiego, zlokalizowana w centrum Omdurmanu w Sudanie. Obecnie mieści muzeum, dokumentujące historię Sudanu w czasie powstania Mahdiego.
Budynek powstał w dwóch fazach: pierwotnie jako rezydencja parterowa (w latach 1887–1888), którą następnie nadbudowano w 1891. Do jego budowy wykorzystano materiały z budowli Chartumu, którego zniszczenie Chalifa zarządził jesienią 1886 roku. Pierwotnie budynek pełnił funkcję rezydencji władcy Sudanu oraz centrum administracyjnego. W XIX wieku budynek był jedną z najokazalszych budowli w mieście.
Bezpośrednio po bitwie pod Omdurmanem rezydencję Chalifa zamieniono na lazaret i obóz jeńców wojennych dla derwiszy pokonanej armii mahdystów.
W XX wieku w budynku założono muzeum posiadające m.in. zbiory rzadkich monet sudańskich z czasów powstania Mahdiego, tzw. funtów Mahdiego, z których część to późniejsze falsyfikaty. Posiada również bogate zbiory archiwaliów arabskich z epoki.